# Welcome Back, Mr. McDonald
Pour plus de détails, voir Fiche technique et Distribution.
Welcome Back, Mr. McDonald (ラヂオの時間, Rajio no jikan) est une comédie cinématographique japonaise écrite et réalisée par Kōki Mitani et sortie en 1997.

## Distribution
- Toshiaki Karasawa : Manabu Kudo, the director
- Kyōka Suzuki : Miyako Suzuki, the writer
- Masahiko Nishimura : Tatsuhiko Ushijima
- Keiko Toda : Nokko Senbon
- Jun Inoue : Hiromitsu Hirose
- Toshiyuki Hosokawa : Hamamura Jo
- Kaoru Okunuki : Sumiko Nagai
- Zen Kajiwara : Harugoro Otaguro
- Moro Morooka : Bucky, the writer
- Yoshimasa Kondô : Shiro Suzuki, Miyako's Husband
- Akira Fuse : Shuji Horinouchi
- Shunji Fujimura : Mansaku Iori
- Shirô Namiki : Suhuru Hosaka
- Hiromasa Taguchi : Makoto Tatsumi, sound mixer
- Yasukiyo Umeno : Furukawa
- Takehiko Ono : Ben Noda
- Ken Watanabe : Raita Onuki, the truck driver
- Kaori Momoi : Takako Nakaura
- Bsaku Satô : Iwao Kamota (as Bsaku Satoh)
- Somegorô Ichikawa : Kimihoko Saimeiji
- Nobuko Miyamoto : Rumiko Yamazaki, the cleaner
- Kumiko Endô : Yayoi Ichinose